# Helicella zujarensis
Helicella zujarensis é uma espécie de gastrópode  da família Hygromiidae.
É endémica de Espanha.